# Sainte Marie Madeleine (Crivelli, Montefiore)
Pour les articles homonymes, voir Sainte Marie-Madeleine.
Sainte Marie Madeleine est un panneau de bois de 174 × 54 cm peint à la détrempe et à l'or sur panneau de bois réalisé vers 1471 par Carlo Crivelli. Conservé  au Polo Museale di San Francesco in Montefiore dell'Aso, il fait partie du triptyque de Montefiore.

## Histoire
Le panneau fait partie du Triptyque de Montefiore  résultant de la recomposition de six panneaux qui faisaient partie du polyptyque de Montefiore dell'Aso original datant d'environ 1471 réalisé par Carlo Crivelli et qui se trouvait à l'origine dans l'église San Francesco. 

## Description
Dans le polyptyque original il est censé se trouver sur le deuxième panneau à gauche à côté de saint François, conservé aux Musées royaux des Beaux-Arts de Belgique à  Bruxelles. Cette représentation de Marie Madeleine est considérée comme l'un des chefs-d'œuvre de Crivelli, à commencer par l'interprétation subtile que le peintre lui confère, compte tenu qu'elle est un emblème du péché et de la rédemption par la pénitence. 
Dans le triptyque actuel elle se situe dans l'ordre central à la droite du Saint Pierre apôtre 174 × 54 cm,
Le regard de profil, souriant au regard orienté vers le spectateur, fait allusion à son passé en tant que courtisane. Son attitude brise l'atmosphère de sérieux véhiculée par les autres personnages et ramène le spectateur dans une dimension plus humaine, qui n'est pas sans rapport avec un érotisme subtil. 
Sur  la paume de sa main droite, elle porte le flacon de nard, tandis qu'avec deux doigts de l'autre main, elle soulève délicatement un pli de sa cape, d'où dépasse un pied à moitié nu, portant une sandale. Les cheveux sont longs, ondulés et bien visibles, la robe de soie ornée et dorée, au décolleté bien visible sous un voile transparent. Le choix est donc de représenter la sainte dans la plénitude de sa joie de vivre, et non dans celle de l'expiation et de la prière.
La sainte Marie Madeleine a même été choisie par André Chastel pour illustrer sa monographie sur l'art de la Renaissance italienne et par Anna Bovero pour la couverture de sa monographie sur Crivelli publiée par Rizzoli.

Emplacements du panneau de Marie Madeleine
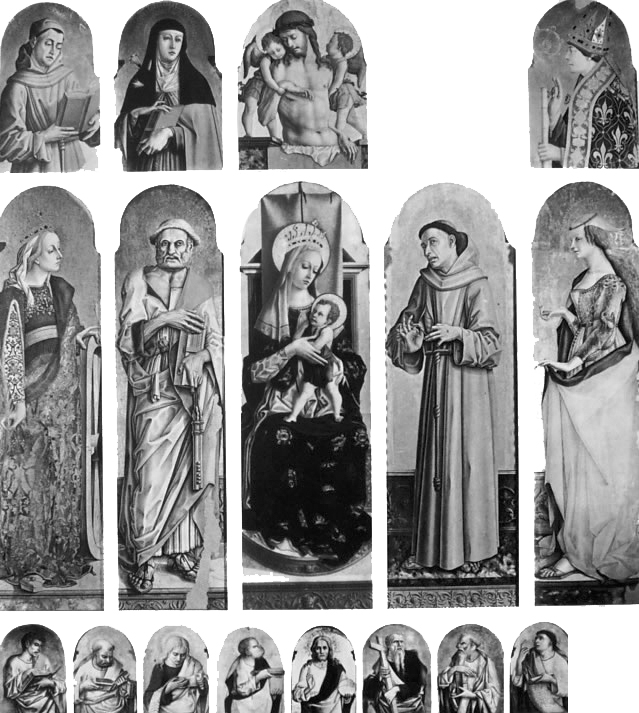
Polyptyque de Montefiore dell'Aso reconstitué : Ordre central, Marie Madeleine sur le deuxième panneau le plus à droite, à côté de saint François.
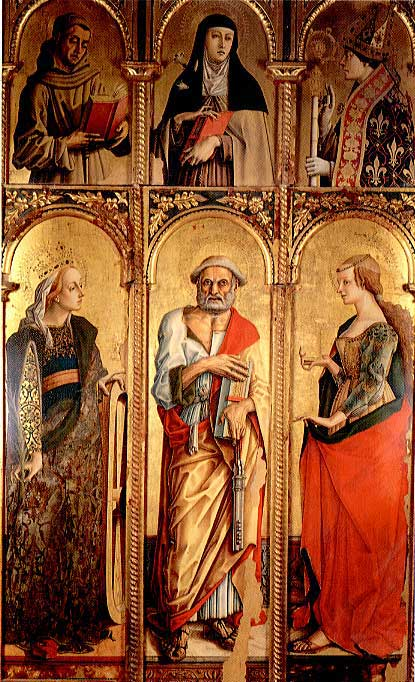
Triptyque de Montefiore : Ordre central, Marie Madeleine à la droite de saint Pierre apôtre.